# Herrarnas 1 000 meter i hastighetsåkning på skridskor vid olympiska vinterspelen 1988
Herrarnas 1 000 meter i hastighetsåkning på skridskor avgjordes den 18 februari 1988 på Olympic Oval. Loppet vanns av Nikolaj Guljajev från Sovjetunionen.
40 skridskoåkare från 16 nationer deltog på distancen.

## Rekord
Gällande världsrekord och olympiska rekord före Vinter-OS 1988:
| Världsrekord     | Pavel Pegov (URS) | 1:12,58 | Alma-Ata, Kazakiska SSR, Sovjetunionen | 25 mars 1983     |
| Olympiskt rekord | Eric Heiden (USA) | 1:15,18 | Lake Placid, New York, USA             | 19 februari 1980 |

Följande nya världsrekord och olympiska rekord blev satta under tävlingen.
| Datum       | Idrottare          | Nation        | Tid     | OR | VR |
| ----------- | ------------------ | ------------- | ------- | -- | -- |
| 18 februari | Yasumitsu Kanehama | Japan         | 1:14,36 | OR |    |
| 18 februari | Nikolaj Guljajev   | Sovjetunionen | 1:13,03 | OR |    |

## Medaljörer
| Gren        | Guld                           | Guld         | Silver                   | Silver  | Brons                           | Brons   |
| 1 000 meter | Nikolaj Guljajev Sovjetunionen | 1.13,03 (OR) | Uwe-Jens Mey Östtyskland | 1.13,11 | Ihar Zjaljazoŭski Sovjetunionen | 1.13,19 |

## Resultat
| Placering | Idrottare            | Nation         | Tid       | Tid bakom       | Noteringar             |
| --------- | -------------------- | -------------- | --------- | --------------- | ---------------------- |
| 1         | Nikolaj Guljajev     | Sovjetunionen  | 1:13,03   | –               | (OR)                   |
| 2         | Uwe-Jens Mey         | Östtyskland    | 1:13,11   | +0,08           |                        |
| 3         | Ihar Zjaljazoŭski    | Sovjetunionen  | 1:13,19   | +0,16           |                        |
| 4         | Eric Flaim           | USA            | 1:13,52   | +0,50           |                        |
| 5         | Gaétan Boucher       | Kanada         | 1:13,77   | +0,74           |                        |
| 6         | Michael Hadschieff   | Österrike      | 1:13,84   | +0,81           |                        |
| 7         | Guy Thibault         | Kanada         | 1:14,16   | +1,13           |                        |
| 8         | Peter Adeberg        | Östtyskland    | 1:14,19   | +1,16           |                        |
| 9         | Bae Ki-tae           | Sydkorea       | 1:14,36   | +1,33           |                        |
| 9         | Yasumitsu Kanehama   | Japan          | 1:14,36   | +1,33           |                        |
| 11        | Andrej Bakhvalov     | Sovjetunionen  | 1:14,39   | +1,36           |                        |
| 12        | Boris Repnin         | Sovjetunionen  | 1:14,41   | +1,38           |                        |
| 13        | Kimihiro Hamaya      | Japan          | 1:14,43   | +1,40           |                        |
| 14        | Mike Richmond        | Australien     | 1:14,61   | +1,58           |                        |
| 15        | André Hoffmann       | Östtyskland    | 1:14,62   | +1,59           |                        |
| 15        | Hein Vergeer         | Nederländerna  | 1:14,62   | +1,59           |                        |
| 17        | Tom Cushman          | USA            | 1:14,68   | +1,65           |                        |
| 18        | Nick Thometz         | USA            | 1:14,71   | +1,68           |                        |
| 19        | Jean Pichett         | Kanada         | 1:14,72   | +1,69           |                        |
| 20        | Akira Kuroiwa        | Japan          | 1:15,05   | +2,02           |                        |
| 21        | Claes Bengtsson      | Sverige        | 1:15,07   | +2,04           |                        |
| 22        | Marcel Tremblay      | Kanada         | 1:15,13   | +2,10           |                        |
| 23        | Yukihiro Mitani      | Japan          | 1:15,28   | +2,25           |                        |
| 24        | Menno Boelsma        | Nederländerna  | 1:15,34   | +2,31           |                        |
| 25        | Frode Rønning        | Norge          | 1:15,39   | +2,36           |                        |
| 26        | Rolf Falk-Larssen    | Norge          | 1:15,42   | +2,39           |                        |
| 27        | Hans Magnusson       | Sverige        | 1:15,79   | +2,76           |                        |
| 28        | Jerzy Dominik        | Polen          | 1:16,16   | +3,13           |                        |
| 29        | Hans van Helden      | Frankrike      | 1:16,32   | +3,29           |                        |
| 30        | Göran Johansson      | Sverige        | 1:16,33   | +3,30           |                        |
| 31        | Philip Tahmindjis    | Australien     | 1:16,38   | +3,35           |                        |
| 32        | Hans-Peter Oberhuber | Västtyskland   | 1:16,62   | +3,59           |                        |
| 33        | Claude Nicouleau     | Frankrike      | 1:17,91   | +4,88           |                        |
| 34        | Craig McNicoll       | Storbritannien | 1:18,60   | +5,57           |                        |
| 35        | Behudin Merdović     | Jugoslavien    | 1:23,88   | +10,85          |                        |
| 36        | Julian Green         | Storbritannien | 1:57,30 f | +44,27          |                        |
| –         | Bjørn Hagen          | Norge          | –         | –               | Kom inte till mål/Föll |
| –         | Dan Jansen           | USA            | –         | –               | Kom inte till mål/Föll |
| –         | Jan Ykema            | Nederländerna  | –         | –               | Kom inte till mål/Föll |
| –         | Uwe Streb            | Västtyskland   | [1:15,89] | Diskvalificerad |                        |